# Why Don't You Love Me
Why Don't You Love Me è una bonus track dell'album di Beyoncé I Am... Sasha Fierce (2008), scritta dalla sorella Solange.

## Descrizione
Il brano, prodotto dalla stessa Beyoncé con Bama Boyz e scritto dalla sorella della cantante Solange Knowles. L'ispirazione per la canzone proviene dal periodo trascorso a Londra alla fine del tour The Beyoncé Experience per promuovere il secondo album in studio B'Day del 2006. La scrittura e la produzione della canzone sono iniziate a Londra e sono state terminate negli Stati Uniti all'inizio del 2008.

## Video musicale
Il videoclip di Why Don't You Love Me, presentato in anteprima su Vimeo il 4 maggio 2010, torna ad essere diretto da Melina Matsoukas, assidua collaboratrice di Beyoncé sin dal 2007. Il video ripropone in chiave anni cinquanta il modello della casalinga perfetta, interpretata da Beyoncé e viene caricato nel canale Vevo.

## Classifiche
| Classifica (2010) | Posizione massima |
| ----------------- | ----------------- |
| Australia         | 73                |
| Regno Unito       | 51                |